# Christopher Pissarides
Christopher Pissarides, właśc. sir Christopher Antoniou Pissarides (gr. Χριστόφορος Αντωνίου Πισσαρίδης; ur. 20 lutego 1948 w Nikozji) – cypryjsko-brytyjski ekonomista.
Obecnie piastuje pozycję Norman Sosnow Chair in Economics na London School of Economics. Jego badania obejmują zagadnienia makroekonomiczne, w szczególności dotyczące ekonomiki pracy, wzrostu gospodarczego oraz polityki gospodarczej. Jest laureatem Nagrody Nobla w dziedzinie ekonomii, wspólnie z Peterem Diamondem oraz Dalem Mortensenem. Za swoje zasługi w rozwój ekonomii w 2013 roku otrzymał Odznakę Rycerza Kawalera, uprawniającą do stosowania tytułu sir.

## Nagrody i wyróżnienia
- IZA Prize in Labor Economics (with Dale Mortensen), 2005[3]
- Fellow of the British Academy
- Fellow of the Econometric Society
- Nagroda Nobla w dziedzinie ekonomii za rok 2010, wspólnie z Dale Mortensenem oraz Peterem Diamondem[4] za „analizę rynków z tzw. search frictions”[4][5].

## Publikacje
- „Job Matchings with State Employment Agencies and Random Search”, Economic Journal 89 (1979) 818-33
- „Short-Run Equilibrium Dynamics of Unemployment Vacancies, and Real Wages.” American Economic Review, (1985) 75(4): 676–90.
- „Unemployment and Vacancies in Britain.” Economic Policy, (1986) 3(3): 499–559.
- „Job Creation and Job Destruction in the Theory of Unemployment” (wraz z Dalem Mortensenem), Review of Economic Studies 61 (July 1994) 397-415
- Equilibrium Unemployment Theory, Cambridge, MA: MIT Press, 2000
- “Structural Change in a Multi-Sector Model of Growth” (wraz z L. Rachel Ngai), American Economic Review, w druku